# Орзабал, Роланд
Ро́ланд Ха́йме Орзаба́л де ла Кинта́на (англ. Roland Jaime Orzabal de la Quintana; род. 22 августа 1961) — английский музыкант, поэт и продюсер. Наиболее известен как один из основателей и участников группы Tears for Fears.

## Биография
Роланд Орзабал родился в английском городе Портсмуте. Его мать англичанка, отец парижанин с испанским корнями, дедушка аргентинец. Роланд после рождения был назван Раулем, но через две недели ему дали английское имя, так как семья жила в Англии. Когда Роланду было 3 года, его отец начал страдать нервными расстройствами. Своё детство Роланд описывает как «неортодоксальное» и вдохновившее его на написание некоторых песен.
В 1982 году Роланд женился на Каролин Джонсон. Её вокал можно услышать в песне «Suffer the Children» группы Tears for Fears. У них есть двое детей: Рауль (1991) и Паскаль (1994). В 2017 году Каролин не стало, в связи с чем была отложена оставшаяся часть концертного тура группы.

### Начало карьеры
Роланд Орзабал познакомился с Куртом Смитом в подростковом возрасте в британском городе Бат. В конце 70-х друзья с тремя другими участниками создали группу Graduate. Записав единственный альбом «Acting My Age» группа распалась.
В 1981 году Орзабал и Смит создали синти-поп группу — Tears for Fears. С 1983 по 1989 годы группой было выпущено три альбома, которые имели большой успех и высокие позиции в европейских чартах.

### Сольная карьера

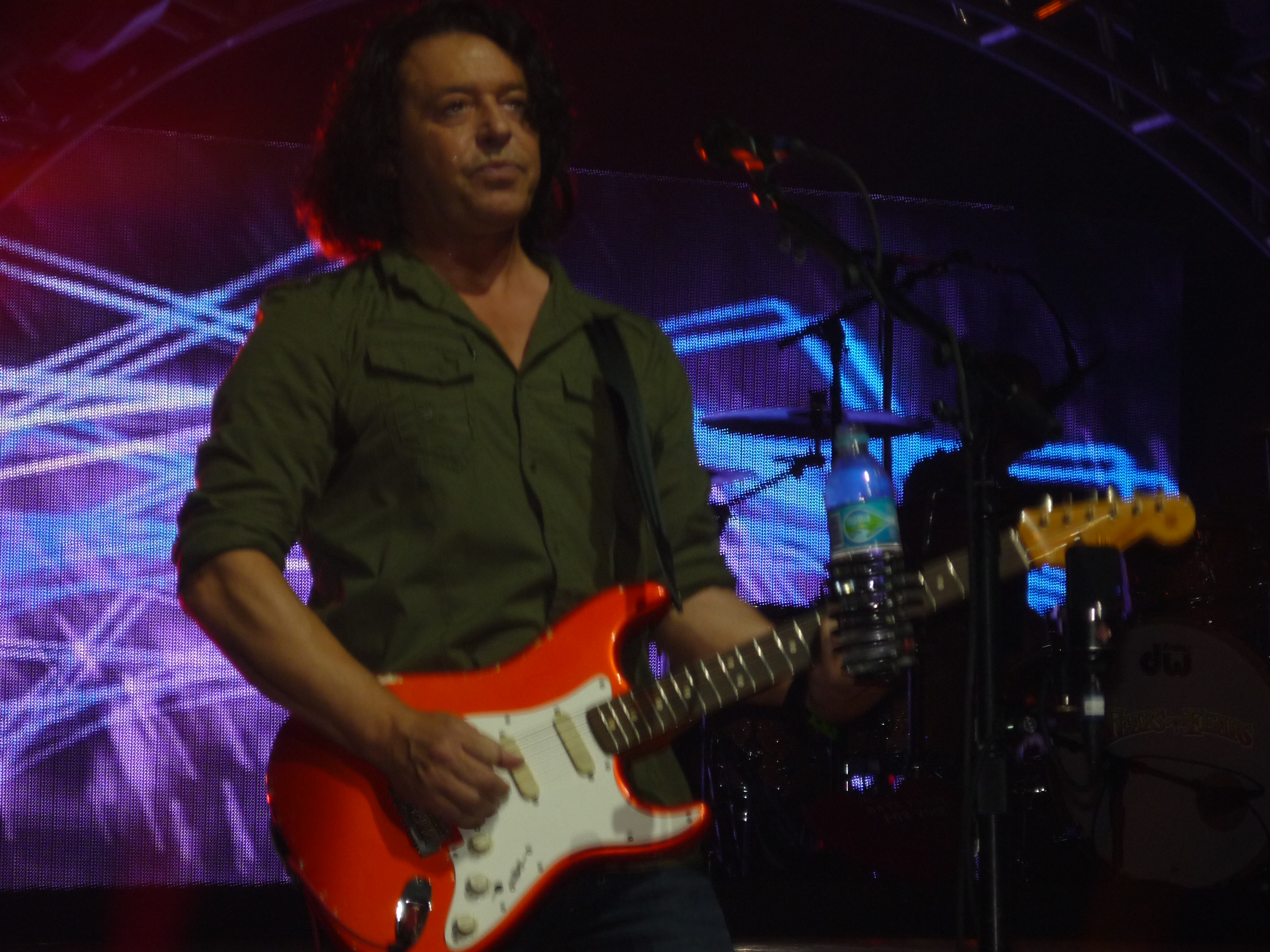
в 2011 году

После 10 лет существования «Tears for Fears», Курт Смит покинул группу из-за частых конфликтов с Роландом Орзабалом. Роланд продолжил выступать c «Tears for Fears», записав альбомы «Elemental» (1993) и «Raoul and the Kings of Spain» (1995). «Elemental» стал золотым альбомом в США и серебряным — в Великобритании. «Raoul and the Kings of Spain» получился более творческим, но менее коммерчески успешным.
Песня «Mad World» написанная Орзабалом в 1982 году была перепета в 2001 году Майклом Эндрюсом и Гари Джулзом для саундтрека к фильму «Донни Дарко». Эта версия стала лучшим и самым продаваемым синглом 2003 года, и главным рождественским хитом в Великобритании в тот год.
В апреле 2001 года Роланд выпустил свой первый сольный альбом «Tomcats Screaming Outside».
Спустя довольно продолжительное время после распада группы Tears for Fears, Роланд и Курт помирились и принялись за работу над новым альбомом — «Everybody Loves a Happy Ending» выпущенным в 2004 году.

### Продюсерская деятельность
В 1990 году вместе с Дэйвом Баскомбом принимал участие в создании альбома «Circle Of One» певицы Олеты Адамс.
В 1999 году продюсировал альбом «Love In The Time Of Science» исландской певицы Эмилианы Торрини.

## Награды
В 1986 году был удостоен награды «Ivor Novello Award» в категории «Автор песен года», за второй альбом Tears for Fears — «Songs from the Big Chair».
В 2004 году был второй раз удостоен премии «Ivor Novello Awards» в категории «Автор самого успешного британского сингла 2003 года» за авторство песни «Mad World».

## Роман
В 2014 году Роланд Орзабал написал комедийный роман «Секс, наркотики и опера: после рок-н-ролла есть жизнь» («Sex, Drugs & Opera: There’s Life After Rock 'n' Roll»). Произведение рассказывает историю отставной поп-звезды среднего возраста — Соломона Капри, желающего поучаствовать в реалити-шоу «Popstar to Operastar», которое как ему кажется, освежит его карьеру и спасет его распадающийся брак. История взята из собственного опыта Роланда, он тоже хотел принять участие в реалити-шоу, но все-таки не сделал этого.